# Mayaki (Odesa)
Mayaki (en ucraniano: Маяки, romanizado: Mayaky) es un pueblo ucraniano perteneciente al óblast de Odesa. Situado en el suroeste del país, es parte del raión de Odesa y del municipio (hromada) homónimo.

## Toponimia
El nombre del asentamiento en ruso es también Mayaki (en ruso: Маяки).  

## Geografía
Mayaki se encuentra al oeste del Parque Nacional del Bajo Dniéster y de la frontera con Moldavia, 40 km al oeste de Odesa.  

## Historia
El pueblo fue fundado en 1420.
En la década de 1980, a 10 kilómetros al noreste del pueblo se iba a construir la central nuclear de Odesa, en cuyo sitio ahora hay una central de gas.

## Demografía
La evolución de la población de Mayaki entre 1897 y 2001 fue la siguiente:
| 4575                                                          | 5397 |
| (Fuente: Cities & Towns of Ukraine y UKRAINE: Größere Städte) |      |

Según el censo de 2001, la lengua materna de la mayoría de los habitantes, el 89,78%, es el ucraniano; y del 9,13%, el ruso.

## Infraestructura

### Transporte
A Odesa se llega a través de la autopista M15 y al Biliaivka, mediante la carretera territorial T-16-25.